# ラルフ・シンプソン
ラルフ・デレク・シンプソン (Ralph Derek Simpson, 1949年8月10日 - ) は、アメリカ合衆国の元プロバスケットボール選手。身長196cm、体重90kg。ポジションはシューティングガード。ABAでオールスターに5度選出された。
娘はグラミー賞を4度受賞した歌手のインディア・アリーである。

## 経歴
シンプソンはデトロイトのパーシング高校でスター選手として活躍し、スペンサー・ヘイウッドと共にチームを州選手権優勝に導いた。進学したミシガン州立大学では2年次に平均29.0得点10.4リバウンドの好成績を残した。1970年に大学を中退してABAのデンバー・ロケッツに入団した。
シンプソンは2年目の1970-71シーズンにリーグ4位の平均27.4得点をあげ、オールスターとオールABA2ndチームに選出された。この年から5年連続でオールスター出場を果たし、ナゲッツ（1974年にロケッツから改称）の中心選手として活躍を続けた。1975-76シーズンには平均18.0得点7.1アシスト（リーグ2位）の成績でオールABA1stチームに選ばれ、デイヴィッド・トンプソンやダン・イッセルと共にチームをABAファイナルに導いたが、ニューヨーク・ネッツに敗れた。
1976年にABAとNBAが合併すると、シンプソンはデトロイト・ピストンズに加入してNBAキャリアをスタートさせた。NBAではABA時代のような活躍を見せることは出来ず、3年間でピストンズ、ナゲッツ、フィラデルフィア・76ersを渡り歩いた。1979-80シーズン、ニュージャージー・ネッツで8試合に出場したのを最後に現役を引退した。
ABAとNBAを合算した成績は、705試合の出場で通算11,785得点2,357アシスト（平均16.7得点3.3アシスト）であった。ナゲッツで記録した通算10,130得点は球団史上5位の数字である。